# Kinga Królik
Kinga Królik (26 de septiembre de 1999) es una deportista de Polonia que compite en atletismo. Ganó una medalla de plata en el Campeonato Europeo de Atletismo Sub-23 de 2021, en la prueba de 3000 m obstáculos.